# Egy ropi naplója (film, 2021)
Az Egy ropi naplója (eredeti cím: Diary of a Wimpy Kid) 2021-ben bemutatott amerikai–kanadai 3D-s számítógépes animációs filmvígjáték, amelyet Swinton Scott rendezett, Jeff Kinney azonos című regénye alapján.
Amerikában 2021. december 3-án, míg Magyarországon 2022. június 14-én a Disney+ mutatta be. A Disney Channel 2023. szeptember 16-án mutatta be.

## Cselekmény
A két jóbarát, Greg Heffley és Rowley Jefferson a középiskolába készülnek. Greg tanácsokat kap idősebb bátyjától, Rodrick-tól a "túléléshez", hangsúlyt fektetve a Sajtérintés elkerülésére, ami állítólag hihetetlenül népszerűtlenné teszi az embert. Mivel Greg úgy gondolja, hogy Rowley gyerekes hajlamai miatt zaklatni fogják őket, megpróbálja Rowley-t arra ösztökélni, hogy nőjön fel, és majdnem mesél neki a sajtérintésről, de elhatározza, hogy nem teszi, mivel nem akarja túlságosan megijeszteni. Nemsokára eljön az első nap az iskolában, és Greg megpróbál segíteni Rowley-nak beilleszkedni, bár végül mindkettőjüket elkerüli a diákok többsége, főleg Rowley kissé gyerekes bohóckodásai miatt, amelyek közé tartozik a "játszani" szó használata a "lógni" helyett. Ennek ellenére sikerül elkerülniük, hogy az iskolai hierarchia alját súrolják.
Halloween éjszakáján Greg és Rowley kénytelenek magukkal vinni az előbbi öccsét, Mannyt. Bár Greg először bosszankodik, rájön, hogy Manny imádnivaló kalózjelmeze lehetővé teszi számukra, hogy nagy mennyiségű édességet szerezzenek. Végül Manny és Rowley elfáradnak, de Greg ragaszkodik hozzá, hogy folytassák útjukat, és a Kígyóúton keresztül rövidítsenek, annak ellenére, hogy édesanyja, Susan megtiltotta. Egy tinédzser fiúkból álló trióval találkoznak, akik gúnyolódni kezdenek és vízilufikkal kergetik őket az úton. A fiatalabb fiúknak sikerül elmenekülniük előlük úgy, hogy becsapják őket, és a teherautójukkal egy árokba hajtanak és még időben hazaérnek, de Greg apja, Frank, aki tizenéveseknek nézte őket, eláztatja őket. Manny ezután Susan előtt kiteregeti a Kígyó úti incidenst, aki büntetésből egyhetes videojáték-tilalmat szab ki Gregre.
Később, miközben "rumble trike"-ot játszanak, Greg véletlenül eltöri Rowley karját. Susan felfedezi ezt, de úgy dönt, hogy nem bünteti tovább Greget. Ehelyett arra bátorítja, hogy helyesen cselekedjen, és legyen jó barátja Rowley-nak. Greg ehelyett megpróbálja kihasználni Rowley törött karját, csakhogy a többi diák még jobban elkerüli, akik rajonganak Rowley-ért, és démonizálják Greget. Greg megpróbál másképp próbálkozni, és az iskolaújság karikaturistája lenni; Rowley érdeklődik egy elvetélt ötlete iránt, amelyben minden szalag csattanója az "Állatkerti mama!", de Greg ragaszkodik az általa rajzolt újhoz, és arra ösztönzi Rowleyt, hogy a közös munka helyett készítse el a saját képregényét. Greg pályaművével eléri, hogy felvegyék új rajzolónak, de a könyvtáros szétveri a képregényét, ami miatt az osztálytársai kigúnyolják. Miután Greg lemond a posztjáról, Rowley képregényét, amelyben a lopott mondat szerepel, elfogadják, ami miatt a fiúk összevesznek, és megszakad a barátságuk.
Rowley összebarátkozik egy Chirag Gupta nevű fiúval, akivel egyre gyakrabban találkozik. Hogy visszavágjon neki, Greg úgy dönt, hogy Fregleyvel, egy hihetetlenül furcsa és népszerűtlen fiúval fog együtt lógni. Greg nála alszik, de a fiú furcsa különcségei rögtön taszítják. Másnap Greg és Rowley szembekerülnek egymással, és a többi gyerek verekedésre buzdítja őket, csakhogy a tinédzserek hármasa visszatér, hogy bosszút álljon a fiúkon. A tinédzserek arra kényszerítik Rowley-t, hogy egyen meg egy darab sajtot, és Greg-et is erre akarják kényszeríteni, de Mr. Underwood, az iskola tornatanára megmenti őket.
A többi gyerek visszatér, hogy megnézze, mi történt. Hogy megvédje Rowley-t, Greg azt állítja, hogy ő volt az, aki megette a sajtot, mire a többiek rémülten menekülnek előle. Greg és Rowley folytatják barátságukat, mivel az előbbi hamar rájön, hogy a Sajtérintés áldás, mivel mindenkit arra kényszerít, hogy teret adjon neki és Rowleynak, valamint egy saját ebédlőasztalt kapnak.

## Szereplők
| Szereplő         | Eredeti hang            | Magyar hang          | Leírás                                            |
| ---------------- | ----------------------- | -------------------- | ------------------------------------------------- |
| Greg Heffley     | Brady Noon              | Vida Bálint          | Hatodikos, aki arra vágyik, hogy népszerű legyen. |
| Rowley Jefferson | Ethan William Childress | Papp-Horváth Levente | Greg gyerekes legjobb barátja.                    |
| Frank Heffley    | Chris Diamantopoulos    | Welker Gábor         | Greg apja.                                        |
| Susan Heffley    | Erica Cerra             | Peller Anna          | Greg anyja.                                       |
| Rodrick Heffley  | Hunter Dillon           | Tóth Márk            | Greg agresszív bátyja.                            |
| Fregley          | Christian Convery       | Vass Gellért Áron    | Greg furcsa osztálytársa.                         |
| Chirag Gupta     | Veda Maharaj            | Papp Kolos           | Gyerek, aki Rowley legjobb barátja lesz.          |
| Mr. Underwood    | Billy Lopez             |                      | Iskolai tornatanár.                               |
| Fregley anyja    | Brenda Crichlow         |                      | Fregley anyja.                                    |
| Charlie Davies   | Yuvraj Singh Kalsi      | Kovács András Bátor  | Greg osztálytársa.                                |
| Joshie           | Robert Moloney          | Hamvas Dániel        | Európai popsztár, akit Rowley imád.               |
| Manny Heffley    | Gracen Newton           | Chater Áron          | Greg bajkeverő öccse.                             |
| Osztályfőnök     | Lossen Chambers         |                      | Tanár, aki nem szereti Greg-et.                   |
| Mr. Humphreys    | Donny Lucas             |                      | Iskolaigazgató.                                   |

### Magyar változat
- Magyar szöveg: Petőcz István
- Hangmérnők: Tóth Péter Ákos
- Vágó: Sári-Szemerédi Gabriella
- Gyártásvezető: Kincses Tamás
- Szinkronrendező: Majoros Eszter
- Produkciós vezető: Kónya Andrea

A szinkront a Mafilm Audio Kft. készítette.

## A film készítése
Az Kutya egy idő megjelenése után a negyedik élőszereplős film valószínűsége igen csekély volt. 2012-ben Jeff Kinney, az Egy 
ropi naplója könyvek szerzője bejelentette, hogy az Egy ropi naplója: Négy fal között alapján animációs film készülhet a következő részként. Az Egy ropi naplója: Pechszéria című regényhez adott interjúban Kinney kijelentette, hogy a Fox-szal egy félórás különkiadáson dolgozik a Négy fal között alapján, amelyet 2014 végén terveztek leadni. A különkiadás a 20th Century Fox Animationnél fejlesztett animációs produkció lett volna, és a fejlesztés már akkor elkezdődött, amikor Kinney még az élőszereplős filmeken dolgozott. A projekt azonban soha nem valósult meg.
2018 augusztusában a 20th Century Fox vezérigazgatója, Stacey Snider kijelentette, hogy az Egy ropi naplója alapján animációs tévésorozat van fejlesztés alatt, miután Kinney úgy döntött, hogy A nagy kiruccanás című filmadaptációt követően nem engedélyezi a sorozat további élőszereplős adaptációját. 2019 augusztusában, miután a 21st Century Foxot a Disney felvásárolta, megerősítették, hogy a projekt még mindig fejlesztés alatt áll, kizárólag a Disney+-on történő streamingre.
2020 decemberében a Disney Investor Day-en megerősítették, hogy a projektet animációs reboot játékfilmként fejlesztették tovább, egyszerűen csak az Egy ropi naplója címmel.